# 王满秋
王满秋（1934年—），男，河北武邑人，中华人民共和国政治人物，曾任中共石家庄地委书记，河北省政协副主席。